# Thượng Minh
Thượng Minh là một xã của tỉnh Thái Nguyên, Việt Nam.

## Địa lý
Xã Thượng Minh có vị trí địa lý:
- Phía đông giáp xã Nà Phặc và xã Hiệp Lực
- Phía tây giáp xã Đồng Phúc
- Phía nam giáp xã Phủ Thông
- Phía bắc giáp xã Phúc Lộc và xã Chợ Rã.

Xã Thượng Minh có diện tích 131,64 km², dân số năm 2025 là 11.030 người.

## Lịch sử
Tháng 6 năm 2025, xã Thượng Minh được thành lập trên cơ sở nhập toàn bộ diện tích tự nhiên, quy mô dân số của xã Yến Dương (diện tích tự nhiên là 39,80 km², dân số là 2.892 người), xã Chu Hương (diện tích tự nhiên là 34,85 km², dân số là 3.753 người) và xã Mỹ Phương (diện tích tự nhiên là 57 km², dân số là 4.385 người) của huyện Ba Bể. Trụ sở làm việc của xã nằm tại xã Chu Hương cũ.

## Hành chính
Đến năm 2019, xã Yến Dương có chín thôn là Nà Giảo, Nà Nghè, Loỏng Lứng, Khuổi Luồm, Phiêng Khăm, Bản Lạ, Nà Viến, Nà Pài, Phiêng Phàng.
Xã Chu Hương có 14 thôn là Bản Trù, Pù Mắt, Bản Lùng, Pác Chi, Phiêng Kẻm, Khuổi Ha, Bản Xả, Bản Lài, Lũng Miều, Khuổi Coóng, Nà Nao, Nà Quang, Nà Phầy, Nà Ngộm.
Xã Mỹ Phương có 15 thôn là Phiêng Phường, Nà Phiêng, Khuổi Sliến, Bjoóc Ve, Pùng Chằm, Thạch Ngõa 1, Thạch Ngõa 2, Nà Ngò, Cốc Muồi, Nà Cà, Bản Hậu, Vằng Kheo, Nà Lầu, Mỹ Vy, Khuổi Lùng.